# Komitet planowania ds. ropy naftowej
Komitet planowania ds. ropy naftowej (ang. Petroleum Planning Committee - PPC) został powołany na mocy Traktatu Północnoatlantyckiego w 1950 roku. Jest jednym z dziewięciu specjalnych komitetów NATO, wykonujących działania z zakresu planowania obrony cywilnej na sytuację zagrożeń (CEP). Podlega bezpośrednio pod Wysoki komitet planowania centralnego na sytuacje nadzwyczajnych zagrożeń (SCEPC).
Funkcją komitetu jest zwiększenie gotowości NATO do radzenia sobie z ewentualnymi brakami w zbiorach paliw, wynikającymi z kryzysu lub wojny. Działa on także w zakresie zawierania umów z sektorem cywilnym w zakresie dostaw ropy dla wojsk NATO, zarówno w czasie wojny, jak i pokoju.